# Realistisk kriminologi
Realistisk kriminologi är en kriminologisk inriktning som utvecklades under 1980-talet som ett svar på tidigare teorier, främst marxistiska och interaktionistiska perspektiv (såsom Stämplingsteori), som var starka decennierna innan och uppfattades som otillräckliga när det gällde att erbjuda praktiska lösningar för att minska och kontrollera brottslighet. Realistisk kriminologi betonar vikten av konkreta åtgärder för brottsbekämpning och fokuserar på att ta brottsoffers och allmänhetens oro över brottslighet på allvar. Skolan har en ideologisk uppdelning i två huvudinriktningar: högerrealism och vänsterrealism, vilka delar vissa gemensamma drag men skiljer sig åt i synen på brottslighetens orsaker och metoder för att hantera den.

## Gemensamma drag
Både höger- och vänsterrealistisk kriminologi uppkom som en reaktion mot det tidigare fokuset på strukturella och sociala teorier om brott. Gemensamma kännetecken för realistisk kriminologi är avståndstagande från "stora teorier" och en mer pragmatisk ansats. Realister avfärdar djupa strukturella analyser som marxistiska teorier ger upphov till, vilka fokuserar på kapitalism och klasskillnader som brottets grundorsaker. Fokus ligger istället på att hitta praktiska lösningar  som är möjliga inom den existerande samhällsstrukturen i stället för att undersöka brottsligheten som effekten av samhällssystemet. Realister lyfte även fram brottsoffrets perspektiv som de menade negligerades tidigare. Realistisk kriminologi lägger stor vikt vid brottsoffers och allmänhetens upplevelser och rädslor kring brott, och integrerar dessa perspektiv i sitt arbete med att utveckla brottsförebyggande åtgärder och policyer.

## Högerrealism
Högerrealistisk kriminologi utvecklades i huvudsak under inflytande av nyliberala regeringar som kom till makten i USA och Storbritannien under 1980-talet. Högerrealister anser att brott är en produkt av individens eget ansvar och val, snarare än ett resultat av sociala omständigheter. Följande drag kännetecknar högerrealismen:
- Strängare straff och ökad polisnärvaro: Högerrealistisk kriminologi betonar att brott bör hanteras med hårda åtgärder, såsom strängare straff och en ökad närvaro av polis för att avskräcka potentiella brottslingar och snabbt ingripa vid brott.
- Fokus på ordningsmaktens roll: Högerrealister ser statens huvuduppgift i att upprätthålla lag och ordning och prioriterar resurser till brottsbekämpning snarare än till sociala insatser.
- Rational Choice-teori: En vanlig teori inom högerrealismen är rational choice theory, som menar att brottslingar agerar rationellt och gör en avvägning mellan möjliga vinster och risker. Därmed blir strängare straff ett effektivt avskräckande medel.

## Vänsterrealism
Vänsterrealistisk kriminologi utvecklades parallellt med högerrealismen men med en annan ideologisk grund och ett bredare perspektiv på brottslighetens orsaker. Vänsterrealister anser att även om brott ska hanteras praktiskt och med brottsoffret i fokus, bör sociala och strukturella faktorer inte ignoreras. Några centrala aspekter inom vänsterrealismen är:
- Sociala och ekonomiska faktorer: Vänsterrealismen erkänner att socioekonomiska förhållanden, såsom fattigdom och ojämlikhet, bidrar till att skapa förutsättningar för brott. Detta innebär att brottsförebyggande arbete även bör inkludera sociala åtgärder för att minska ojämlikhet.
- Community Policing och brottsförebyggande åtgärder: Vänsterrealistiska åtgärder inkluderar förebyggande insatser, till exempel community policing, där lokalpolisen arbetar nära samhället för att bygga förtroende och samarbeta i brottsförebyggande insatser.
- Social harm och erkännande av brottsoffers behov: Trots sin kritik mot enbart straffande åtgärder tar vänsterrealismen även brottsoffers upplevelser på allvar. Vänsterrealister menar att brottsoffers behov bör stå i centrum och att effektiva lösningar måste adressera både de sociala orsakerna till brott och skapa säkerhet för allmänheten.

## Kritik mot annan kriminologi
Realistisk kriminologi har en kritisk hållning gentemot både administrativ kriminologi och kritisk kriminologi, men av olika skäl. 
Kritiken mot den administrativ kriminologi handlar om dess snäva fokus på att mäta och administrera brottslighet snarare än att förstå de sociala konsekvenserna och orsakerna bakom brottsligheten. Administrativ kriminologi tenderar att fokusera på statistik och administrativa åtgärder, som effektivisering av polisresurser och fängelsehantering, utan att sätta brottsproblematiken i ett större samhälleligt sammanhang. Realistisk kriminologi, särskilt vänsterrealism, anser att detta perspektiv inte tar hänsyn till de sociala problem som kan ligga bakom brott, såsom ojämlikhet och marginalisering.
Kritiken mot kritisk kriminologi, inklusive marxistiska och interaktionistiska perspektiv, handlar om att dessa teorier ofta fokuserar på samhällsstrukturer och maktobalanser som brottets grundorsaker utan att erbjuda praktiska lösningar på brottsbekämpning. Kritisk kriminologi tenderar att se brott som ett resultat av kapitalism och strukturella orättvisor, vilket realistisk kriminologi uppfattar som abstrakt och opraktiskt i arbetet med att direkt minska brottslighet. Realister argumenterar för att teoretiska angreppssätt som handlar om att ändra samhällssystemet inte erbjuder omedelbara åtgärder för att minska brott och förbättra säkerheten för allmänheten och brottsoffer.
Medan administrativ kriminologi anses vara för ytlig i sitt statistiska och administrativa fokus, betraktas kritisk kriminologi som alltför teoretisk och idealistisk. Realismen vill i stället fokusera på praktiska och realistiska lösningar som kan tillämpas inom det rådande samhällssystemet.